# Бургільйос-дель-Серро
Бургільйос-дель-Серро (ісп. Burguillos del Cerro) — муніципалітет в Іспанії, у складі автономної спільноти Естремадура, у провінції Бадахос. Населення — 3314 осіб (2010).
Муніципалітет розташований на відстані близько 330 км на південний захід від Мадрида, 75 км на південний схід від Бадахоса.

## Демографія
Динаміка населення (INE ):

## Галерея зображень

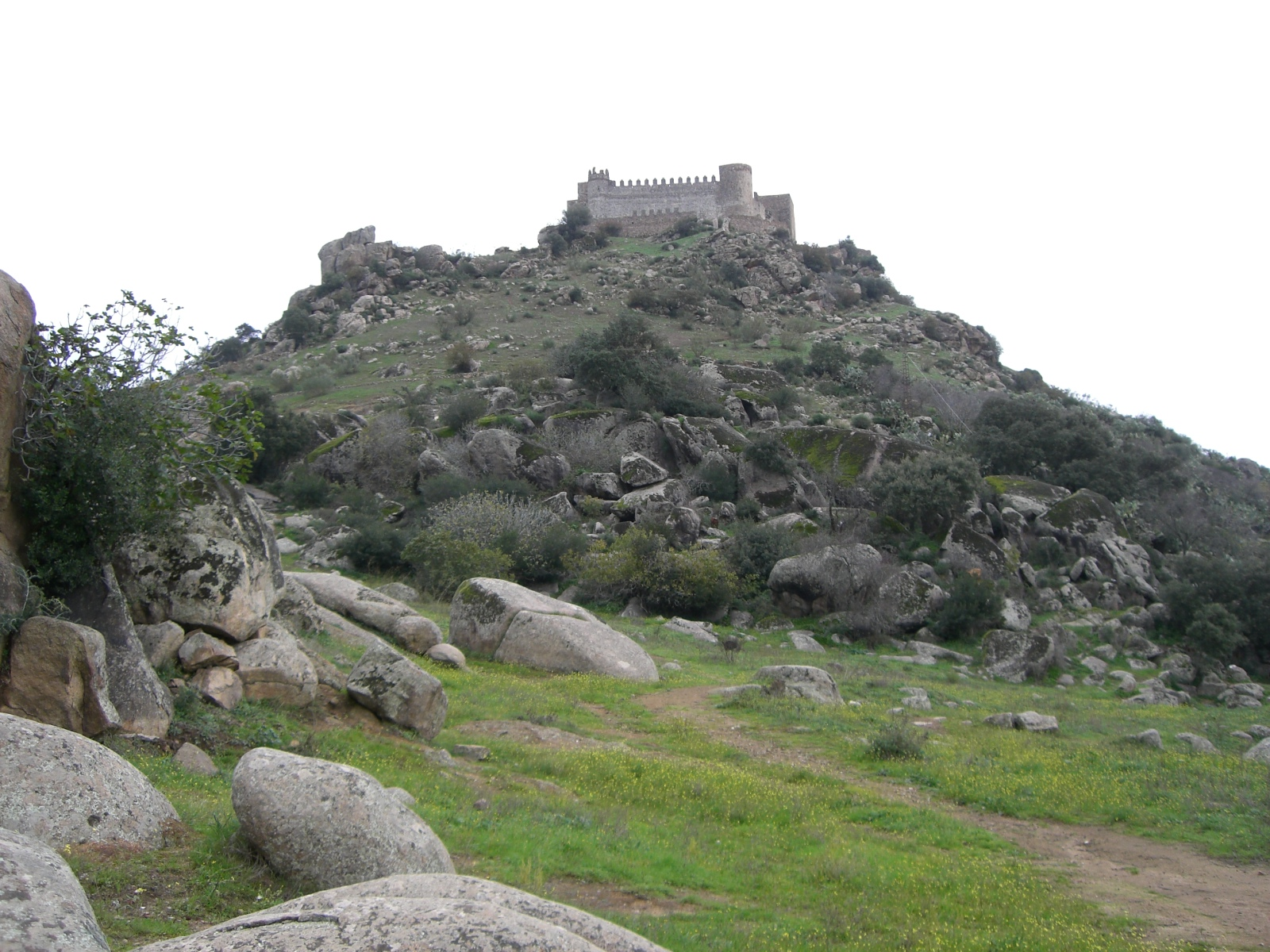
Замок у Бургільйосі-дель-Серро